# Pei Yuanshao
Pei Yuanshao (chinesisch 裴元紹, Pinyin Péi Yuánshào) war ein Offizier der Gelben Turbane. Während über ihn aus historischen Quellen nur sehr wenig bekannt ist, erhält seine Figur in Luo Guanzhongs Novelle Geschichte der Drei Reiche deutlichere Züge.
Nach der endgültigen Unterdrückung ihres Aufstands führte Pei Yuanshao mit seinen Soldaten ein Banditenleben. Als er hörte, dass der Rote Hase, das legendäre Pferd des Kriegers Lü Bu, seinen Besitzer gewechselt hatte, wollte er es stehlen. Als er aber erfuhr, dass Guan Yu der neue Besitzer war, gab er sein Vorhaben sofort auf und empfahl Guan Yu seinen Freund Zhou Cang.
| Personendaten    | Personendaten                      |
| ---------------- | ---------------------------------- |
| NAME             | Pei, Yuanshao                      |
| ALTERNATIVNAMEN  | 裴元紹 (chinesisch); Péi, Yuánshào |
| KURZBESCHREIBUNG | chinesischer Offizier              |
| GEBURTSDATUM     | 2. Jahrhundert                     |
| STERBEDATUM      | 3. Jahrhundert                     |